# Альваро Перес де Кастро эль-Кастельяно
Альваро Перес де Кастро "эль-Кастельяно (исп. Álvaro Pérez de Castro el Castellano; ? — 1240, Оргас) — кастильский дворянин, сын Педро Фернандес де Кастро эль-Кастельяно, сеньора де ла Каса де Кастро, и Химены Гомес, дочери Гомеса Гонсалеса де Мансанедо. Сеньор дома де Кастро и граф Урхель по браку с Эрумбой Урхельской, дочерью Эрменгола VIII де Урхеля, занимал должности альфе́реса (знаменосца) и старшего майордома (дворецкого) короля Леона Альфонсо IX. Впоследствии он был представителем короля Фердинанда II Кастильского в городе Кордова, в завоевании которого он принял участие в 1236 году.

## Семейное происхождение
Он был единственным сыном Педро Фернандеса де Кастро эль-Кастельяно (? — 1214), сеньора де ла Каса де Кастро, и его жена Химена Гомесде Мансанедо. По отцовской части были его дедом и бабкой были Фернандо Родригес де Кастро эль-Кастельяно, сеньора дома Кастро и Инфантадо-де-Леон, и его жена Эстефания Альфонсо Несчастная, незаконнорожденная дочь короля Леона Альфонсо VII. Его дедом и бабкой по материнской линии были Гомес Гонсалес де Мансанедо (ок. 1130—1182), знаменосец короля Кастилии Санчо III, и старший майордом короля Кастилии Санчо III, короля Леона Фердинанда II и короля Кастилии Альфонсо VIII, и его жена Милия Перес де Лара, дочь графа Педро Гонсалеса де Лара.

## Биография
В 1204 году его отец, Педро Фернандес де Кастро вместе с женой Хименой Гомес и детьми Альваро и Эйло вступил в Орден Калатравы. В 1212 году, в год битвы при Ласа-Навас-де-Толоса, Альваро женился на графине Эрумбе Урхельской (1196—1233), дочери покойного графа Эрменгола VIII де Урхеля (1158—1209) и Эльвиры Перес де Лара, став графом-консортом Урхеля. Его отец Педро Фернандес де Кастро скончался в 1214 году, находясь в изгнании в Марокко, и был похоронен в монастыре Санта-Мария-де-Вальбуэна, где впоследствии были похоронены двое его сын Альваро Перес де Кастро и дочь Эйло Перес де Кастро.
В 1221 и 1222 годах Альваро Перес де Кастро занимал должность знаменосца (альфереса) короля Альфонсо IX Леонского, а в 1223 году занимал должность старшего майордома (дворецкого) короля Леона Альфонсо IX, сменив на этом посту Фернандо Фернандеса де Кабрера. Преемником Альваро Переса де Кастро на посту майордома стал инфант Педро Португальский, сын короля Португалии Саншу I.

## Кампания 1225 года и владение Андухаром и Мартосом

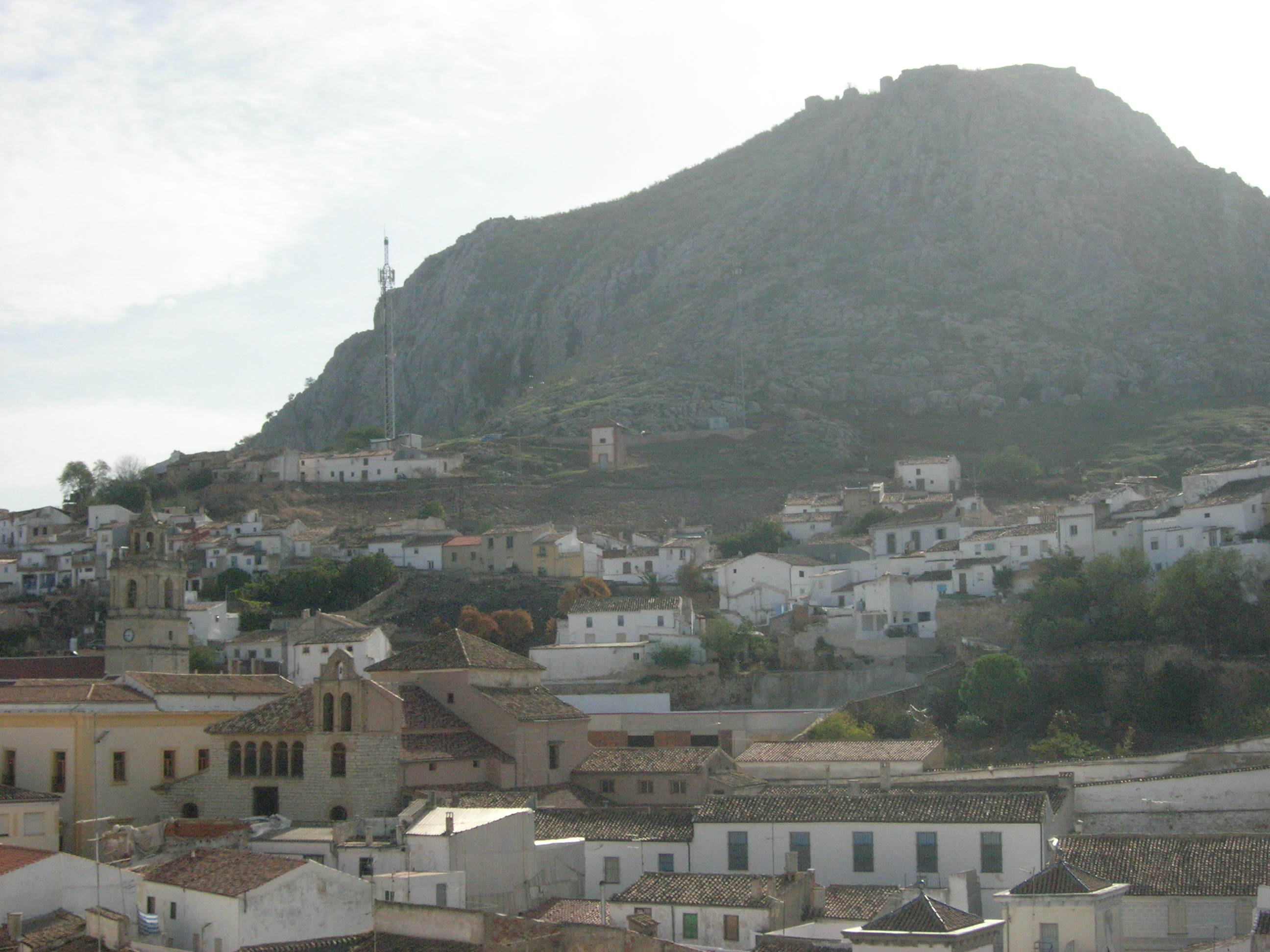
Фотография Пенья-де-Мартос, местност,, которая была осаждена мусульманами в 1227 году.

В 1225 году Альваро Перес де Кастро, верный мусульманам, участвовал вместе со 160 христианскими рыцарями в обороне города Хаэн, осажденного королем Кастилии Фердинандом III, который не смог завоевать город из-за отсутствия осадных машин.
В 1225 году, после завоевания кастильцами города Лоха, король Фердинанд III Кастильский двинулся опустошить Вега-де-Гранада, но Альваро Перес де Кастро выступал в качестве посредника между христианами и гранадцами, добившись того, чтобы Фердинанд III приостановил вторжение, а затем передал королю 1 300 христианских пленников, находившихся в руках мавров. Достигнув этого соглашения, Альваро Перес де Кастро восстановил благосклонность короля Фердинанда III и вернулся вместе с ним в Кастилию.
В 1225 году аль-Байяси, эмир Баэсы, передал королю Фердинанду III Кастильскому, среди прочих, замки Хаэн, Андухар и Мартос, хотя некоторые авторы утверждают, что указанная передача была произведена в другое время, когда король доверил владение крепостями Андухар и Мартос Альваро Пересом де Кастро, доход которых составил 50 000 мараведи, в то время как отряды Орденов Сантьяго и Калатравы обосновались в этом районе, сделав город Мартос центром христианской обороны в этом районе.
После передачи королю Фердинанду III город Андухар стал местом встречи христианских армий, сражавшихся к югу от Сьерра-Морены, а Альваро Перес де Кастро удерживал крепости Мартос и Андухар с 5 сентября 1225 по 16 января 1227 год, После последней даты он перестает появляться в качестве держателя указанных крепостей в королевских документах. С того момента, как он стал управлять двумя этими крепостями, Альваро Перес де Кастро начал совершать разорительные набеги на мусульманские земли, окружавшие их замки, которые находились под контролем альмохадского губернатора Севильи. Севильский губернатор собрал армию в Кордове, Севилье, Хересе-де-ла-Фронтере и Техаде, но потерпел поражение от Альваро Переса де Кастро. После этой победы большинство городов, расположенных между Севильей и Кордовой, признали власть аль-Байяси, который был союзником короля Кастилии Фердинанда III.
Вскоре после победы Альваро Переса де Кастро в этом генеральном сражении мусульмане осадили и взяли замок Гарсиес, несмотря на то, что Альваро Перес де Кастро пришел ему на помощь. Но он не смог оказать помощь осажденному гарнизону. Это заставило короля Фердинанда III в сопровождении нескольких магнатов и прелатов прибыть в Андухар, чем вызвал удивление Альваро Переса де Кастро, находившегося в Кордове в компании аль-Байяси.
После того, как эмир Баэсы и Фернандо III встретились в Андухаре, они договорились, что аль-Байяси передаст три других замка кастильскому королю и что до тех пор, пока они не будут переданы ему, замок Баэса будет занят кастильскими войсками, а затем поселится в нём. Магистры орденов Сантьяго и Калатравы, а тажке король Фердинанд III осадили город Капилья, расположенный в нынешней провинции Бадахос, в то время как в июле 1226 года аль-Байяси, известный как «эль-Баэсано», был казнен за измену Альмохадами в кордовском городе Альмодовар-дель-Рио.
Казнь аль-Байяси заставила губернатора Хаэна атаковать христианский гарнизон в крепости Баэса, который сопротивлялся внутри крепости, несмотря на то, что мусульмане захватили остальную часть города. Несмотря на это, правитель Хаэна, опасаясь прибытия христианских подкреплений в этот район, покинул город, не осадив крепость, в результате чего мусульманское население городов Баэса, Мартос и Андухар, среди прочих, покинуло город в конце 1226 года. Во второй половине того же 1226 года мусульмане покинули Баэсу.
В 1227 году король Фердинанд III Кастильский назначил Лопе Диаса де Аро тененте (исп. tenente) Баэсы. Первые христианские поселенцы начали прибывать в города Баэса, Андухар и Мартос, в то время как в последнем владение Альваро Пересом де Кастро было подкреплено присутствием Тельо Альфонсо де Менесеса, сына Альфонсо Теллеса де Менесеса и племянника Тельо Телес де Менесес, епископ Паленсии.

## Осада Мартоса (1227)
В первой половине 1227 года Альваро Перес де Кастро и Тельо Альфонсо де Менесес находились за пределами Мартоса, поскольку последний получал припасы в кордовских городах Лусена, Баэна и Кастро-дель-Рио, город Мартос подвергся нападению армии тайфы Севилья, что вызвало страх у Тельо Альфонсо де Менезеса, который знал, что город Мартос не в состоянии оказать длительное сопротивление врагу.
По этой причине, несмотря на то, что город был окружен, ему удалось войти в него вместе с большей частью своих войск и оказать сопротивление в городе, несмотря на то, что замок Ла-Пенья-де-Мартос, расположенный на вершине Ла-Пенья, возвышавшийся над городом, был оккупирован маврами. Согласно Хроникам Кастилии и другим хроникам того времени, Альваро Перес де Кастро покинул Тельо Альфонсо де Менесеса с 50 рыцарями. Мусульманский лидер Альхамар де Архона (будущий первый эмир Гранады из династии Насридов) сразу понял это и решил воспользоваться этим благоприятным обстоятельством, чтобы захватить Мартос. Графиня Эрумба Урхельская, жена Альваро Переса де Кастро, которая была в Мартосе, хотя ее муж был в Толедо с королем Фердинандом III, послала Тельо Менезесу послание, чтобы тот поспешил назад. Тем временем ей пришлось прибегнуть к отчаянному способу: приказать женщинам снять головные уборы и взяться за оружие (на площади, взятой штурмом, женщины являются частью добычи). Вопреки более поздним легендам и искажениям, графиня не пыталась обмануть врага, притворяясь, что ее женщины — мужчины. Альхамар де Архона точно знал, что Мартос не охраняется, но когда он спешил, он не взял с собой осадные машины, поэтому он объехал Мартос, не напав на него немедленно. Вскоре после этого прибыл Тельо Альфонсо де Менесес, который заколебался, увидев количество врагов, но кабальеро Диего Перес де Мачука призвал его действовать. Кастильцы начали атаку, которая сумела прорваться вражескую линию. Неверно приписывать защиту Мартоса Менсии Лопес де Аро, поскольку эта женщина вышла замуж за Альваро Переса де Кастро только много лет спустя.
Вскоре после этого Гонсало Яньес, сын графа Гомеса, прибыл на помощь осажденному городу в сопровождении семидесяти рыцарей, а король Фердинанд III приказал Альваро Пересу де Кастро, Альфонсо Тельесу де Менесесу и магистрам Орденов Сантьяго и Калатравы, что они собрались вместе со своими отрядами, чтобы помочь осажденному городу, который, таким образом, был освобожден от мусульманской осады, когда войска Альваро Переса де Кастро и его соратников прорвали осаду, вынудив севильских мусульман бежать, не получив никаких территориальных выгод от этой кампании. 8 декабря 1228 года, через год после осады, город Мартос был передан Ордену Калатравы королем Кастилии Фердинандом III.
Во время кампании, предпринятой королем Кастилии против Хаэна в 1228 году, несмотря на первоначальное намерение сражаться с эмиратом Севилья, Альваро Перес де Кастро не мог сопровождать короля, потому что он был болен. Два года спустя, в 1230 году, Альваро Перес де Кастро сопровождал Фердинанда III, когда он собирался завладеть королевством Леон, так как его отец, король Леона Альфонсо IX, скончался, собираясь воссоединить королевства Кастилия и Леон под своей единоличной властью.

## Кампания в Андалусии и битва при Хересе (1231 г.)

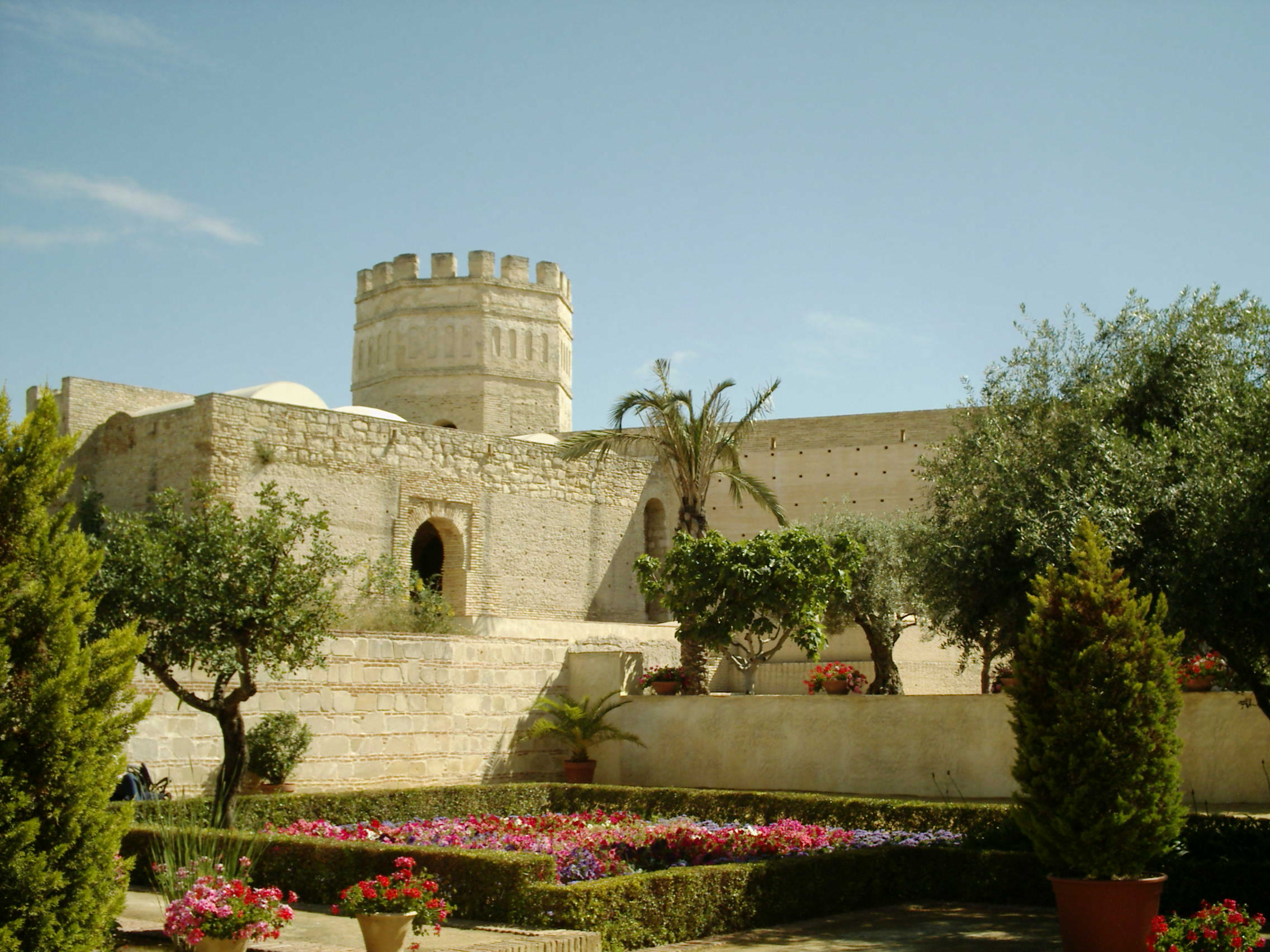
Вид на Алькасар-де-Херес-де-ла-Фронтера. Битва при Хересе, состоявшаяся в 1231 году, повлекла за собой поражение войск эмира тайфы Севилья.

В 1231 году, когда король Фердинанд III путешествовал по главным городам королевства Леон после того, как завладел им, монарх отправил своего сына, инфанта Альфонсо, которому было девять лет и который находился в Саламанке, чтобы опустошить мусульманские тайфы Кордова и Севилья. Его сопровождали Альваро Перес де Кастро и Жиль Манрике. Однако некоторые историки отмечают, что инфант Альфонсо, о котором говорится в хрониках того времени, был не сыном Фернандо III, а его братом, инфантом Альфонсо де Молина, сыном покойного Альфонсо IX Леонского. Согласно версии, которая утверждает, что инфант Альфонсо, присутствовавший в битве, на самом деле был сыном короля Фернандо III.
Из Саламанки через Толедо кастильцы двинулись на Андухар, а оттуда направились, чтобы опустошить землю Кордовы, где захватил Пальма-дель-Рио, вырезав в нем всех его жителей. Оттуда кастильцы вторглись в Севильскую тайфу, двинулись к городу Херес-де-ла-Фронтера, разбив лагерь у реки Гуадалете.
Севильский эмир ибн Худ, который собрал большую армию, разделенную на семь корпусов, расположился вместе с ним между христианской армией и городом Херес-де-ла-Фронтера, вынуждая кастильцев сражаться. Во время последовавшей битвы, известной как Битва при Хересе, кастильцы нанесли поражение мусульманской армии, несмотря на превосходство последней.
После своей победы в битве при Хересе Альваро Перес де Кастро отправился в Кастилию и передал инфанта Альфонса своему отцу, который находился в городе Паленсия. В январе 1233 года город Трухильо, который в прошлом принадлежал Педро Фернандесу де Кастро эль-Кастельяно и Фернандо Родригес де Кастро эль-Кастельяно, отцу и деду Альваро Переса де Кастро соответственно, был окончательно завоеван войсками Ордена Сантьяго и епископа Пласенсии, а несколько месяцев спустя, в июле 1233 года, город Убеда был оккупирован войсками короля Фердинанда III Кастильского после нескольких месяцев осады.

## Конфликты с Фердинандом III Кастильским и завоевание Кордовы (1234—1236)
В 1234 году вспыхнул конфликт между королем Фердинандом III и двумя его главными магнатами, Альваро Пересом де Кастро и Лопе Диасом II де Аро, сеньором Бискайи, поскольку последний почувствовал себя оскорбленным королем во время осады Убеды. По этой причине и не рассчитывая на одобрение монарха, который был дядей дочерей Лопе Диаса II де Аро, поскольку жена последнего, Уррака Альфонсо де Леон, была сводной сестрой короля. Альваро Перес де Кастро женился на Месии Лопес де Аро, дочери магната, обиженного королем, в результате чего монарх лишил Альваро Переса де Кастро владений и земель, предоставленных ему короной, хотя конфликт был разрешен арбитражным решением, в котором вмешались королевы Беренгуэла Кастильская и Беатриса Швабская, мать и жена Фердинанда III Кастильского, соответственно.
Как только был урегулирован спор между Фердинандом III и Альваро Пересом де Кастро, которому монарх вернул конфискованное имущество, включая Андухар, смотрителем которого от имени Альваро Переса де был назначен Мартин Гомес де Михангос. Фердинанд III поручил Альваро Пересу де Кастро руководить экспедицией, целью которой было опустошение территории тайф Хаэн и Архона, хотя экспедиция не ограничивалась опустошением земель врага, поскольку были завоеваны замки Сантистебан-дель-Пуэрто и Иснатораф, которые с небольшим сопротивлением сдались христианам.
В 1235 году началась подготовка к завоеванию города Кордова, когда несколько рыцарей из Андухара захватили группу мусульман, которые сообщили им, что стены города Кордова плохо охраняются и что его будет легко захватить город врасплох. По этой причине рыцари Андухара сообщили свой план Альваро Пересу де Кастро, который находился в Мартосе, в то время как христианские солдаты решили захватить Кордову, воспользовавшись темной ночью и плохой погодой, вероятно, в конце декабря 1235 года. Они поставили свои лестницы у подножия стен и выбрали из своего состава тех, кто лучше всех говорил по-арабски и одели их как мусульман, и таким образом им удалось захватить городские башни, которые находились до Пуэрта-де-Мартос, а на рассвете христиане уже были владельцами башен, стены и ворот Мартоса, которые они открыли, чтобы освободить место для христианской конницы, которая ждала за городом, что вызвало бегство мусульманское население, которое пыталось укрыться в другой части города, в то время как христиане, ожидая подкрепления, начали укрепляться, поскольку их численное превосходство было очевидным. Они также отправили гонцов к Альваро Пересу де Кастро, который находился в Мартосе, и к королю Фердинанду III Кастильскому.
Первую помощь христианам, пытавшимся захватить Кордову, оказал меснадеро короля по имени Ордоньо Альварес, а затем прибыл Альваро Перес де Кастро вместе со своим войском. Со своей стороны, епископы Баэсы и Куэнки со своими военными отрядами двинулись на Кордову. 7 февраля 1236 года в Кордову прибыл сам король Кастилии Фердинанд III, который слышал о том, что происходило в Кордове, когда он был в Саморано-де-Бенавенте, и быстро отправился в Кордову с рыцарями, сопровождавшими его в это время. Король издал приказ магнатам, советам, прелатам и начальникам военных орденов собрать свои военные силы и двинуться в Кордову, чтобы помочь христианам, осаждающим город.
Наконец, после нескольких месяцев осады и потеряв надежду на получение помощи, кордовцы сдали город Фердинанду III Кастильскому при условии сохранения жизни и безопасного выхода из города. Войска Фердинанда III вошли в город Кордову 29 июня 1236 года.

## Представитель Фердинанда III в Кордове и в замках андалузской границы (1236—1239)
После завоевания города Кордова Альваро Перес де Кастро продолжал руководить всей обороной андалузской границей в качестве представителя короля в городе Кордова и в приграничных крепостях, хотя владение Кордовой было передано Тельо Альфонсо де Менесес, роль Альваро Переса де Кастро носила по большей части военный характер.
В 1237 году Альваро Перес де Кастро продал своей второй жене Менсии Лопес де Аро деревню Паредес-де-Нава и все свои владения в королевстве Леон за 15000 мараведи.
В 1238 году в городе Кордова случился голод, вызванный перенаселенностью города, куда прибыло слишком много жителей, ожидающих поселения, а также в результате разрушений, вызванных войной и упадком сельского хозяйства в этом районе. По этой причине Альваро Перес де Кастро отправился на встречу с королем, чтобы тот принял меры для оказания помощи населению Кордовы, на что король согласился, приказав отгрузить средства из своего сокровища, а также зерно и провизию, которые должны были быть распространены среди населения Альваро Пересом де Кастро, которому король предоставил новые полномочия.
15 мая 1239 года Альваро Перес де Кастро продал город Паредес-де-Нава Ордену Калатравы и магистру Гонсало Ибаньесу за 7000 мараведи с условием сохранения права владения городом на всю жизнь и возможностью того, что его дети, которых у него еще не было, получат его обратно, если вернут эту сумму, когда им исполнится 14 лет.
Альваро Перес де Кастро умер в городе Оргас, в окрестностях Толедо, в 1240 году, когда направлялся в Андалусию после совещания в городке Айльон с королем Кастилии Фердинандом III.
После смерти Альваро Переса де Кастро Фердинанд III отправился в Андалусию, чтобы избежать поднять дух расквартированных там кастильских войсках, которые потеряли своего командира, и при этом вознаградил тех, кто преуспел в прошлом. Король предпринял несколько опустошительных набегов на мусульманские владения, захватив замки Осуна, Марчена, Поркуна и Монторо.
Альваро Перес де Кастро был похоронен в монастыре Санта-Мария-де-Вальбуэна, где был похоронен его отец, Педро Фернандес де Кастро эль-Кастельяно. В этом же монастыре впоследствии была похоронена Эйло Перес де Кастро, сестра Альваро Переса де Кастро.

## Браки
До 1224 года Альваро Перес де Кастро женился первым браком на Эрумбе Урхельской (1196—1233), графине де Урхель (1211—1213, 1228—1231), дочери графа Эрменгола VIII Урхельского и его жены Эльвиры Перес. По позднее, в 1228 году, их брак был расторгнут по причине близкого родства (Альваро по матери являлся внуком Эрменгола VI).
В 1234 году Альваро Перес де Кастро во второй раз женился на Месии Лопес де Аро (ок. 1215 — ок. 1270), будущей королеве Португалии и дочери Лопе Диаса II де Аро (ок. 1170—1236), сеньора Бискайи, и его жены Урраки Альфонсо де Леон, внебрачной дочери короля Леона Альфонсо IX. Альваро Перес де Кастро скончался, не оставив потомства ни от одного из двух своих браков.